# 安古蘭 (蘭花)
安古蘭（学名：Anguloa clowesii），为蘭科安古蘭属下的一个品种。多年生草本。俗稱鬱金香蘭、搖籃蘭、襁褓娃娃。原產於南美洲安第斯山脈地區。

## 特徵
安古蘭為地生蘭，植株高約50-60公分，甚至可達100公分。葉基生，紙質，具皺摺。安古蘭一莖一花，所以又稱單花安古蘭，具香氣。花初開時狀似鬱金香，全開後（安古蘭花瓣合抱，不似一般花瓣全然開展）彷彿搖籃裡躺著初生的嬰兒，鬱金香蘭、搖籃蘭之名便源出於此。安古蘭花色多，黃、白、綠、粉紅...等色，且有雙色、多色、斑點等變化。

## 圖示

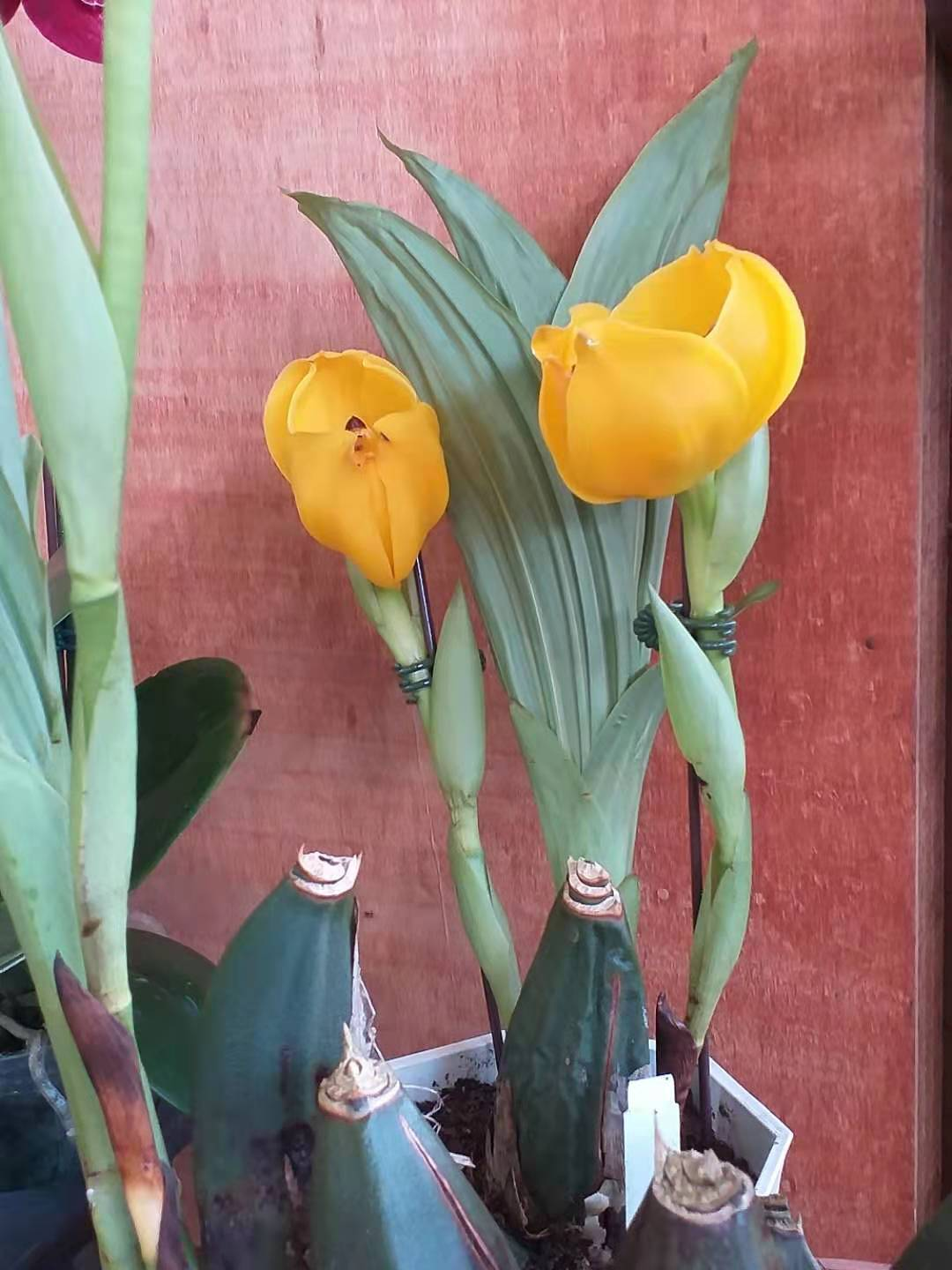

## 引文出處
1. 1 2 3  . www.univers-orchidees.org.   [2019-09-02]. （原始内容存档于2021-05-14）.

## 擴展閱讀
- 维基共享资源上的相關多媒體資源：安古蘭